# أحمد أباد (جلفا)
أحمد أباد هي قرية في مقاطعة جلفا، إيران. يقدر عدد سكانها بـ 131 نسمة بحسب إحصاء 2016.